# Kunoyarnakkur
El Kunoyarnakkur és una muntanya situada al nord de l'illa de Kunoy, a les illes Fèroe. Té una altura de 819 metres, el que la converteix en el sisè cim més alt de tot l'arxipèlag. El Cap Enniberg es troba enfront d'aquesta muntanya, a l'illa de Viðoy; es tracta d'un penya-segat de 719 metres d'altura que s'alça verticalment des de l'Atlàntic.
El Kunoyarnakkur és la tercera muntanya més alta de l'illa de Kunoy, darrere del Kúvingafjall (830 m) i el Teógafjall (825 m).